# Pierre Robert (homme politique, 1814-1904)
Pour les articles homonymes, voir Pierre Robert et Robert.
Pierre Robert est un général et homme politique français né le 28 janvier 1814 à Rouen (Seine-Inférieure) et mort le 28 avril 1904 à Fécamp (Seine-Inférieure)

## Biographie
Entré à Saint-Cyr en 1831, il en sort sous-lieutenant en 1833. Il poursuit une carrière classique. En 1870, il est colonel, chef d'état-major du général Douai et est fait prisonnier à Sedan. Il est général de brigade en 1871 et prend sa retraite en 1876.
Il s'intéresse très tôt à la politique. Il est candidat à l'assemblée constituante de 1848, mais est battu. En 1871, il est élu représentant de la Seine-Inférieure et siège à droite. La même année, il est élu conseiller général de Fécamp. En 1876, il est élu sénateur de la Seine-Inférieure. Il ne se représente pas en 1891.

## Sources
- « Pierre Robert (homme politique, 1814-1904) », dans Adolphe Robert et Gaston Cougny, Dictionnaire des parlementaires français, Edgar Bourloton, 1889-1891 [détail de l’édition]
- « Pierre Robert (homme politique, 1814-1904) », dans le Dictionnaire des parlementaires français (1889-1940), sous la direction de Jean Jolly, PUF, 1960 [détail de l’édition]